# Alajuela (prowincja)
Alajuela – jedna z siedmiu prowincji Kostaryki, położona w północnej części kraju, przy granicy z Nikaraguą. Ośrodkiem administracyjnym jest miasto Alajuela (42,9 tys.). Inne ważne miasta to San José (27,8 tys.) i Quesada (23.3 tys.).
Prowincja Alajuela graniczy z prowincjami: Heredia – od wschodu, San José i Puntarenas – od południa oraz Guanacaste – od zachodu.
W północnej części prowincji ciągnie się nadrzeczna nizina wzdłuż rzeki San Juan. Na wschodzie ciągnie się Cordillera de Guanacaste (Miravalles – 2028 m n.p.m.), a na południu fragment pasma górskiego Cordillera Central ze słynnym wulkanem Poás (2704 m n.p.m.). Wulkaniczne szczyty chronione są w parkach narodowych: Rincón de la Vieja, Arenal, Castro Blanco i Volcán Poás.
W prowincji ważną rolę odgrywa rolnictwo; uprawia się kawę, kukurydzę, ryż, fasolę, trzcina cukrową i ananas jadalny. W górach Aguacate wydobywa się złoto.

## Kantony
(w nawiasach ich stolice)
1. Alajuela (Alajuela)
2. Atenas (Atenas)
3. Grecia (Grecia)
4. Guatuso (San Rafael)
5. Los Chiles (Los Chiles)
6. Naranjo (Naranjo)
7. Orotina (Orotina)
8. Palmares (Palmares)
9. Poás (San Pedro)
10. San Carlos (Ciudad Quesada)
11. San Mateo (San Mateo)
12. San Ramón (San Ramón)
13. Upala (Upala)
14. Valverde Vega (Sarchí)
15. Zarcero (Zarcero)